# Heini Walter
Heini Walter (28 juli 1927 - 12 mei 2009) was een Zwitsers autocoureur. Hij nam deel aan de Grand Prix van Duitsland in 1962 voor het team Porsche, maar finishte als 14e en scoorde zo geen punten voor het wereldkampioenschap Formule 1.